# A Heart of the Forest
A Heart of the Forest è un cortometraggio muto del 1913 diretto da Ralph Ince.

## Produzione
Il film fu prodotto dalla Vitagraph Company of America.

## Distribuzione
Distribuito dalla General Film Company, il film - un cortometraggio in una bobina - uscì nelle sale cinematografiche statunitensi il 5 marzo 1913.